# Szomorú vasárnap
Szomorú vasárnap («Triste domenica») è una canzone in lingua ungherese di Seress e Jávor del 1933. Fu incisa per la prima volta nel 1935 da Pál Kalmár e riscosse un successo internazionale, divenendo uno standard jazz e ottenendo svariate cover in altre lingue.
Tuttavia il suo carattere di profonda tristezza favorì il diffondersi di una leggenda metropolitana che la additava come responsabile di una catena di suicidi. La voce prese piede nel 1936, dopo la pubblicazione negli Stati Uniti della cover Gloomy Sunday. In inglese è nota perciò come Hungarian suicide song (canzone ungherese del suicidio).
Esiste una versione italiana dal titolo Triste domenica.

## Brano

### Storia
Secondo una versione, Szomorú vasárnap sarebbe nata in una cupa e piovosa domenica a Parigi o a Budapest. Seress era abbattuto a causa dell'ennesimo litigio con la sua ragazza, che gli aveva lungamente rimproverato i suoi insuccessi di musicista e la conseguente instabilità della vita insieme, finché l'aveva lasciato, in preda alla collera. Trovare un editore non era stato semplice, ma alla fine il compositore per una volta aveva avuto successo. Si narra anche che la giovane - ma altri citano la ragazza di Jávor - abbia abbandonato definitivamente l'autore o addirittura si sia suicidata lasciando un biglietto d'addio che recava scritto il solo titolo del brano.
Una versione del tutto diversa ritiene invece che Seress, ebreo, nel contesto dell'ascesa del nazismo e della grande depressione abbia composto in realtà un brano di tutt'altra natura, dal titolo Vége a világnak («Fine del mondo»). Il testo sarebbe stato poi interamente riscritto da Jávor.

### Testo e musica
Szomorú vasárnap è un malinconico adagio in do minore in un tempo di 44 suddiviso in terzine. La melodia richiama lo stile gitano della nóta ungherese del XIX secolo. Il testo di Jávor esprime il dolore di un uomo per la perdita della donna amata o, secondo un'altra interpretazione, la sua difficoltà di provarle il proprio amore, al punto di non vedere altra soluzione che la morte. Nella seconda strofa infatti il protagonista descrive la scena del suo funerale.
La cover Gloomy Sunday del 1936, tradotta da Sam Lewis, rende esplicito il riferimento al suicidio. La versione del 1941 per Billie Holiday però, nel tentativo di contrastare la triste fama della canzone, aggiunge una terza strofa dal carattere rasserenante, ottenuto mediante una temporanea modulazione al modo maggiore e un testo che rivela essersi trattato solo di un sogno, con il protagonista che si ridesta al fianco dell'amata.

### Cover
- Bela nedelja (sloveno)

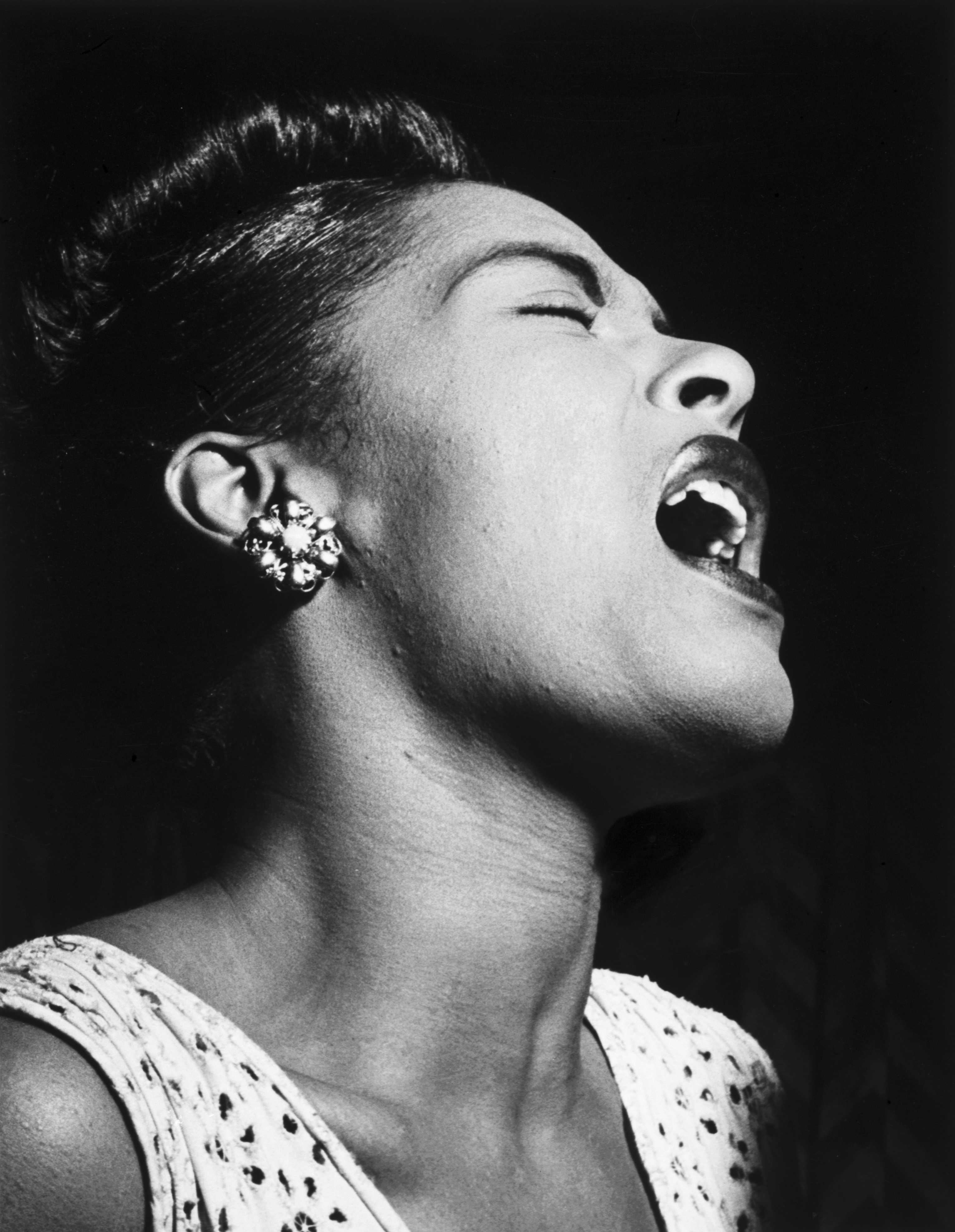
Nel 1941 Billie Holiday portò al successo la versione di Sam Lewis

  - Testo: Vlado Kreslin (1991). Interpreti: Vlado Kreslin (1991).
- Einsamer Sonntag (tedesco)
  - Testo: Hans Bussmann (1941). Interpreti: Mimi Thoma (1941).
- Gloomy Sunday (inglese)
  - Testo: Sam Lewis (1936). Interpreti: Billie Holiday (1941), Sarah Brightman (2000), Emilie Autumn (2009), Björk (2010).
  - Testo: Desmond Carter (1936). Interpreti: Diamanda Galás (1992).
- Kurai nichiyōbi (giapponese)
  - Interpreti: Noriko Awaya (1936).
- Mračnoe voskresen'e (Мрачное воскресенье) (russo)
  - Interpreti: Pëtr Leščenko (1937).
- Ona pred ikonoj (Она пред иконой) (russo)
  - Interpreti Viktor Klimenko (1972).
- Öngyilkos vasárnap (inglese)
  - Testo: Sam Lewis. Interpreti: Billie Holiday e Venetian Snares (2005).[12]
- Smutná neděle (ceco)
  - Interpreti: Karel Gott (1972).
- Smutna niedziela (polacco)
  - Interpreti: Mieczysław Fogg (1936).
- Sombre dimanche (francese)
  - Interpreti: Damia (1936), Serge Gainsbourg (1987).
- Szomorú vasárnap (lingua originale)
  - Interpreti: Leander Rising (2010).
- Surullinen sunnuntai (finlandese)
  - Interpreti: Eila Pellinen (1959).
- Triste domenica (italiano)
  - Testo: Nino Rastelli (1940). Interpreti: Norma Bruni (1940), Carlastella (1942), Giovanni Vallarino (1943), Nilla Pizzi (1952), Teddy Reno (1952).[13][14]
- Triste domingo (spagnolo)
  - Interpreti: Agustín Magaldi (1936).

## Leggenda metropolitana
Nel 1936 iniziò a circolare la voce che il brano avesse un effetto deprimente o addirittura inducesse al suicidio, come parevano testimoniare diversi casi apparentemente legati al suo ascolto.
Numerosi siti web hanno ripreso la diceria, indicandone alcuni: una giovane commerciante berlinese che si sarebbe impiccata lasciando ai suoi piedi uno spartito di Szomorú vasárnap; una segretaria di New York che, asfissiandosi per inalazione di gas, avrebbe chiesto che il brano fosse eseguito al suo funerale; una donna inglese avvelenatasi per mezzo di barbiturici mentre nel suo appartamento andava un fonografo automatico che riproduceva la canzone; un fattorino romano che si sarebbe gettato nel fiume dopo averla udita da un mendicante; un uomo di ottantadue anni saltato dal settimo piano dopo averla eseguita al pianoforte.
La BBC decise di non trasmettere la versione di Billie Holiday, ritenuta troppo triste in un momento in cui Londra si trovava sotto i bombardamenti tedeschi. Il divieto fu rimosso solo nel 2002.
Seress tentò il suicidio l'11 gennaio del 1968, gettandosi da una finestra del suo appartamento a Budapest. Sopravvissuto a questo primo tentativo, ci riprovò in ospedale e morì soffocato da un filo che aveva ingoiato.